# Maskentangare

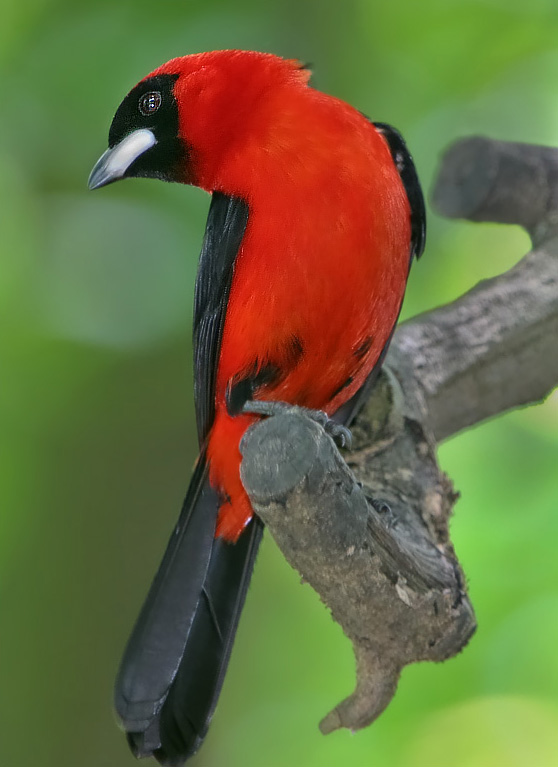
Männchen

Die Maskentangare (Ramphocelus nigrogularis, Syn.: Tanagra nigrogularis Spix, Ramphocelus ignescens Lafr.) ist eine in Südamerika vorkommende Vogelart aus der Familie der Tangaren (Thraupidae). Das Artepitheton basiert auf den lateinischen Worten nigro für ‚schwarz‘ und gula für ‚Kehle‘.

## Merkmale
Die Maskentangare erreicht eine Körperlänge von etwa 17 Zentimetern und ein Gewicht von 27,0 bis 36,0 Gramm. Kopf, Hals, Nacken, Brust, Flanken, Bürzel und zuweilen auch der obere Bauchbereich sind kräftig karminrot gefärbt, die Kehle, eine Gesichtsmaske, das Rückengefieder sowie die Flügel tiefschwarz. Die ebenfalls schwarzen Steuerfedern sind relativ lang. Die Iris ist rotbraun, der kräftige Schnabel besteht aus einem grauen Ober- sowie einem weißen Unterschnabel mit schwarzer Spitze. Beine und Füße sind dunkelgrau. Beide Geschlechter unterscheiden sich farblich kaum. Die Weibchen zeigen zuweilen etwas blassere Farben.

## Verbreitung und Lebensraum
Das Verbreitungsgebiet der Art erstreckt sich vom Osten Kolumbiens, Ecuadors und Perus bis in den Nordwesten Brasiliens. Maskentangare besiedeln bevorzugt Gebüsch reiche, feuchte Waldränder nahe an Flüssen und Seen, in Gebieten, die in der Regel vom Flachland bis in eine Höhe von 600 Metern reichen, in Peru zuweilen bis 1100 Meter.

## Lebensweise
Die Vögel ernähren sich von Früchten, beispielsweise Guaven (Psidium), Annona und Passionsblumengewächsen (Passifloraceae) sowie von Insekten (Insecta) und Webspinnen (Araneae). Die Maskentangare leben paarweise oder in kleinen Gruppen von bis zu acht Individuen, zuweilen auch in der Gesellschaft mit anderen Tangaren-Arten. Das tassenförmige Nest wird im Juli oder August in erster Linie aus trockenen Blättern und Pflanzenfasern gefertigt und mit zwei bläulichen, mit schwarzen Sprenkeln überzogenen Eiern versehen. Weitere Erkenntnisse zum Brutverhalten liegen gegenwärtig nicht vor.

## Gefährdung und Schutz
Die Maskentangare ist in vielen Schutzgebieten und Nationalparks sowie auch außerhalb solcher Gebiete nicht selten und wird demzufolge von der Weltnaturschutzorganisation IUCN als  „Least Concern = nicht gefährdet“ klassifiziert. Da die Art vielfach Flussufer und Várzea-Gebiete besiedelt, die zur Urbarmachung ungeeignet sind, gilt die Art auch zukünftig nicht als gefährdet.